# 沃洛德米里夫卡 (羅茲迪利納區)

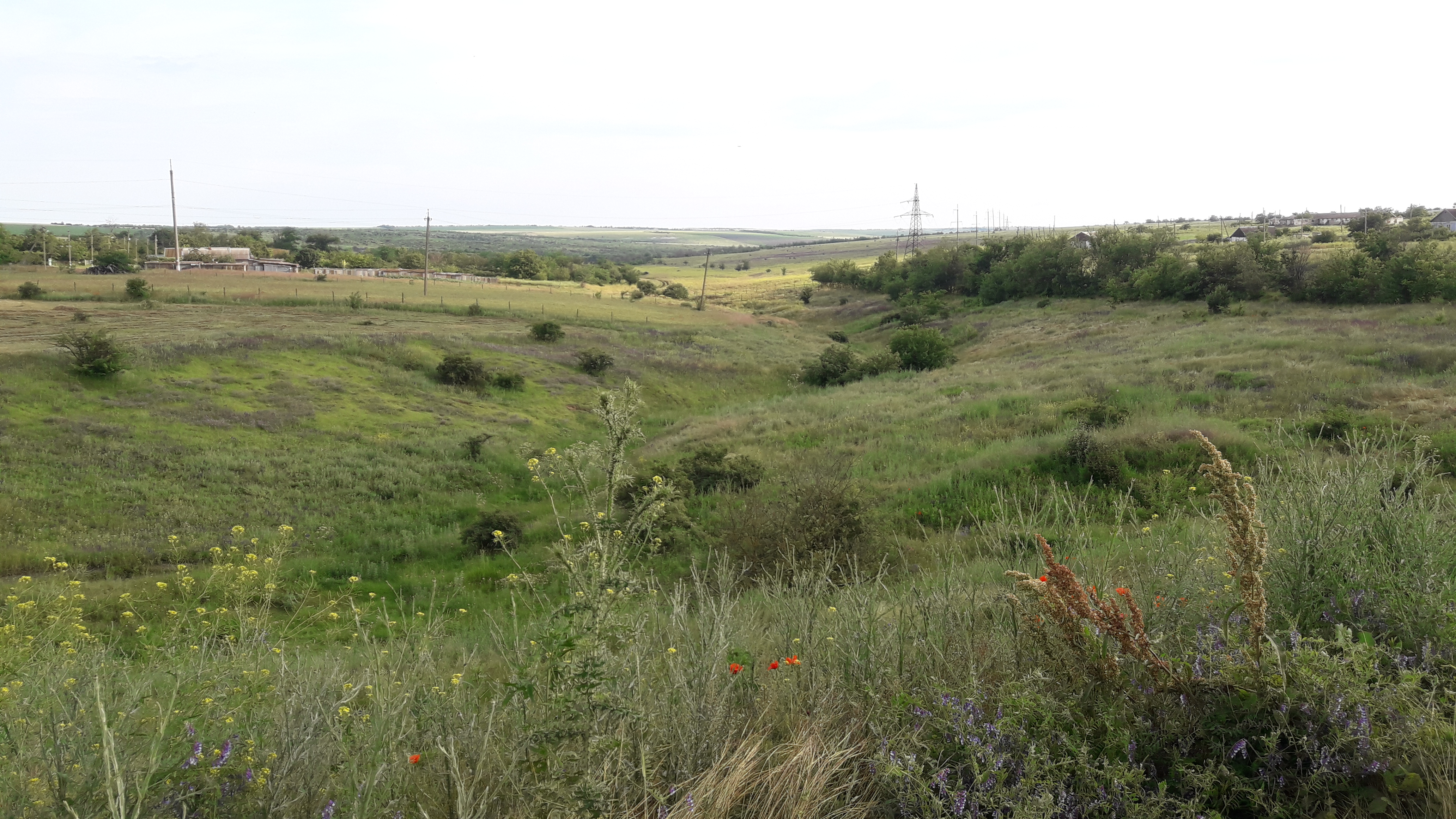

46°49′2″N 30°4′26″E / 46.81722°N 30.07389°E
沃洛德米里夫卡（烏克蘭語：Володимирівка）是位於烏克蘭西南部的村莊，由敖德萨州羅茲迪利納區的羅茲迪利納市鎮負責管轄。該村始建於1924年，面積1.4平方公里，海拔高度96米，2001年人口297，人口密度每平方公里212.45人。